# استفان بل
استفان بل (انگلیسی: Stephen Bell; ۴ مارس ۱۹۶۵ – ۰ آوریل ۲۰۰۱) بازیکن فوتبال اهل بریتانیا بود.
از باشگاه‌هایی که در آن بازی کرده‌است می‌توان به باشگاه فوتبال میدلزبرو و باشگاه فوتبال دارلینگتون اشاره کرد.